# Gattamelata (escultura)

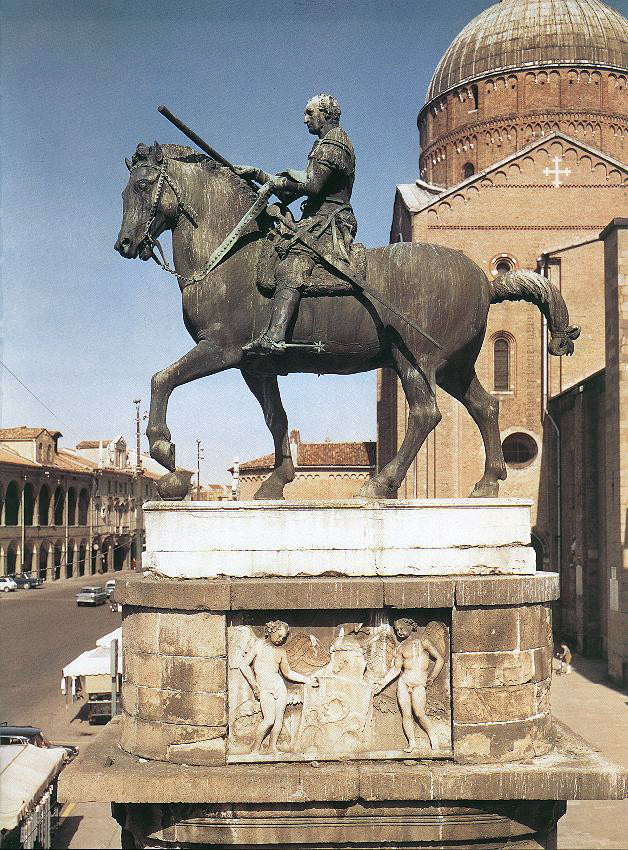
Escultura del condotiero Gattamelata, obra de Donatello, en Padua.

El monumento ecuestre al condotiero Gattamelata es una estatua en bronce de Donatello, situada en la Plaza del Santo en Padua. Es una de las primeras y más importantes estatuas ecuestres de todo el Renacimiento. Es la primera estatua en honor del condotiero de la República de Venecia Erasmo de Narni, más conocido como Gattamelata, después de una elaboración que duró desde 1447 hasta 1453.
Es una escultura de bulto redondo realizada en bronce, cuya fundición se realizó en el taller de Andrea della Caldiere y tiene unas dimensiones de 340 × 390 cm, y se apoya sobre un zócalo de base de 7,80 × 4,10 metros.
Está inspirada en las esculturas de los caballos de la iglesia de San Marcos de Venecia, aunque su inspiración ha sido atribuida erróneamente a la escultura ecuestre romana de Marco Aurelio que preside la plaza del Campidoglio en Roma.[cita requerida] Esta apreciación se funda en la elevación de la pata del caballo, que no toma la altura de la escultura romana, sino que se asemeja más a los caballos de San Marcos, cuyas patas traseras parecen estar a punto de avanzar. 
El naturalismo, así como la serenidad del jinete y del caballo –a pesar de que se representa en marcha- son típicas del Quattrocento y la penetración psicológica del personaje representado es característica de las obras del autor. Es un retrato y está realizado para glorificar al personaje representado; en este caso también se trata de resaltar las virtudes del militar, que con gesto austero conduce al caballo sin violencia pero con autoridad, remarcada ésta por la posición del bastón de mando. El retrato del personaje, heredado del realismo romano, deja traslucir la psicología del representado, que muestra una expresión abstracta pero consciente de su alta y difícil misión en defensa de la ciudad a la que sirve.

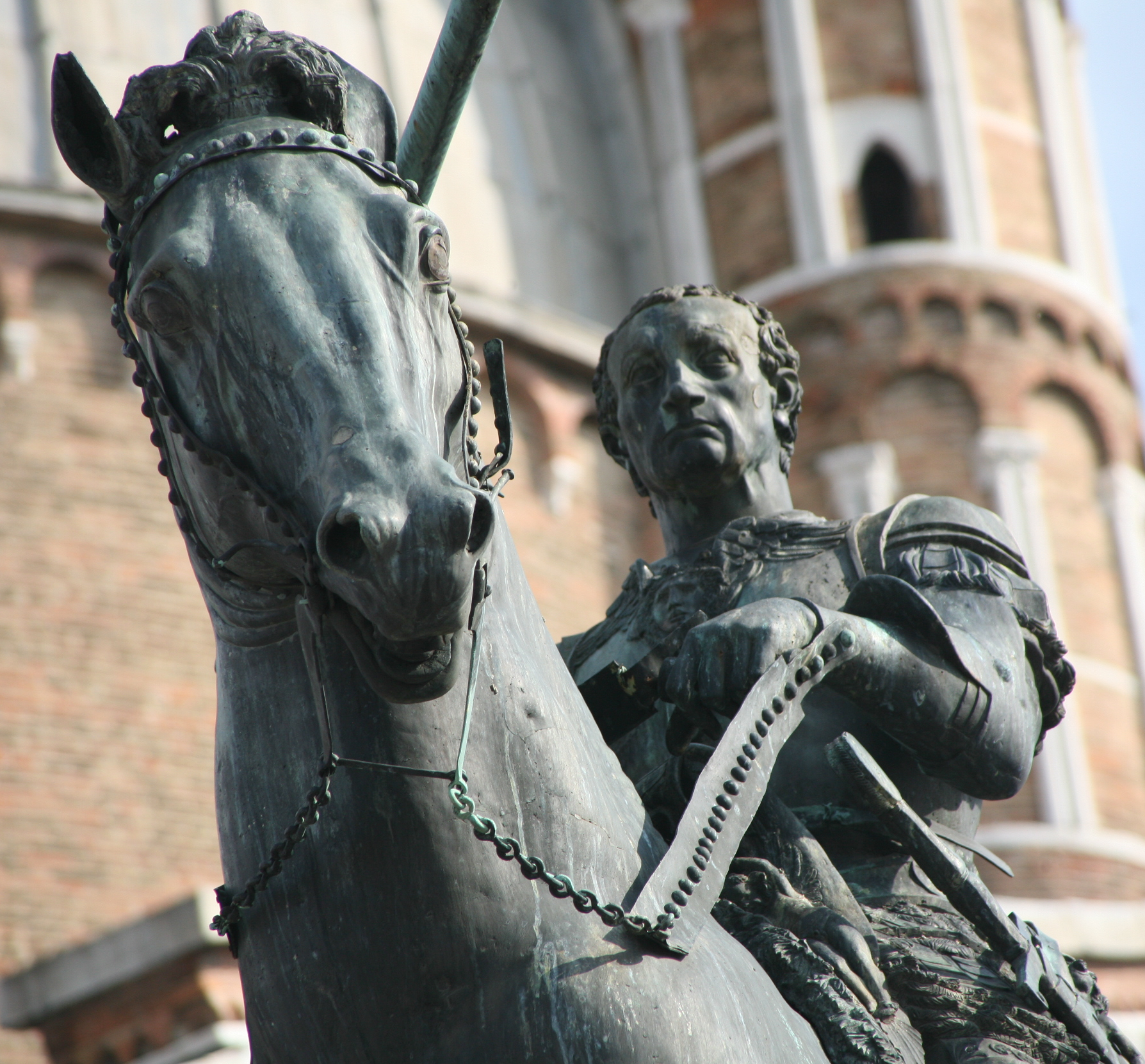
Detalle de Gattamelata, fotografía tomada por Nina Aldin Thune.

Se trata probablemente de la primera estatua ecuestre de grandes dimensiones fundida desde la antigüedad y es una de las primeras obras escultóricas de la época moderna que están desvinculadas de una integración arquitectónica (como por ejemplo, soportando un nicho): la obra se propone como forma autónoma que se relaciona en el espacio sólo con su propio volumen, sin otros límites.
El guerrero se mueve lentamente en la plaza, en una marcha de conquista, unido al caballo que avanza firmemente y sin excitación. La lentitud de la marcha del caballo, la calma de todo el conjunto deja claro, no obstante, al espectador que el triunfo del Gattamelata es la victoria de un hombre que ha salido exitoso gracias a su inteligencia.
Gattamelata avanza con la cabeza descubierta: la presencia de un yelmo que cubriese los rasgos de la cara habría dejado al guerrero en nada más que una máquina de guerra, gobernada de una voluntad superior como la divina que caracterizó la Edad Media. El rostro concentrado del Gattamelata expresa, por el contrario, la determinación del que se enfrenta a la batalla siguiendo un esquema mental victorioso por estar largamente meditado. 
El rostro es el de un hombre avanzado en años. No se trata en este caso de una representación realista de las auténticas facciones del condotiero, sino más bien de una madurez conquistada con los años, atravesada de una lucha cotidiana e infinita. Al héroe joven y físicamente perfecto de la Antigüedad Clásica, le sustituye entonces la consciencia del hombre racional: el héroe moderno, representado en su ser simplemente hombre.
También se puede ver la alegoría de un Tirano.[cita requerida] Lleva al caballo (que es el pueblo) con mano dura y rienda corta, espoleándolo con grandes espuelas, y bajo la pata delantera del caballo se encuentra una esfera que representa al mundo a sus pies... Es preferible que el pueblo le tema antes de que sea amado, según el propio Maquiavelo.